# 莫扎兰迪亚
莫扎兰迪亚是巴西戈亚斯州的一个市镇。总面积1734.359平方公里，总人口12005人，人口密度6.9人/平方公里。